# Beli Lom (vattendrag)
Beli Lom (bulgariska: Бели Лом) är ett vattendrag i Bulgarien.   Det ligger i regionen Ruse, i den nordöstra delen av landet, 240 kilometer nordost om huvudstaden Sofia.
Trakten runt Beli Lom består till största delen av jordbruksmark. Runt Beli Lom är det ganska glesbefolkat, med 27 invånare per kvadratkilometer.